# کارلمان پسر شارل مارتل
کارلمان یا کارلومان (زادهٔ ۷۱۰، درگذشتهٔ ۱۷ اوت ۷۵۴) خوانسالار و دوک فرانک‌ها بود. پس از مرگ پدرش شارل مارتل در ۷۴۱ او و برادرش پپن کهتر به جانشینی پدر بر سرزمینهایی که می‌گرداند فرمان راندند. کارلمان بر اوسترازیا فرمان راند.
او خوانسالار پادشاهان مروونژی، شیلدریک سوم و تئودریک چهارم بود. کارلمان در ۷۴۷ از قدرت کناره گرفت تا بتواند بازمانده زندگی‌اش را به نیایش بپردازد.